# August Tobler
August Tobler (* 29. April 1872 in Basel; † 23. November 1929 in Huttingen) war ein Schweizer Geologe und Paläontologe.

## Leben und Wirken
Sein Vater war Sekundarlehrer und er war Bürger von Thal. Tobler studierte ab 1890 Geologie und Paläontologie an der Universität Basel und der Ludwig-Maximilians-Universität München.  1895 wurde er promoviert (seine 1897 erschienene Inauguraldissertation war über das Jura in der südostrheinischen Tiefebene) und war ab 1899 Privatdozent in Basel. 1900 bis 1914 arbeitete er als Erdölgeologe ausser in Europa unter anderem in Sumatra und Java (teilweise im Auftrag des niederländischen Bergbauamts), Indien, Trinidad. Ausserdem war er 1894 bis 1929 freier Mitarbeiter in den Sammlungen des Naturhistorischen Museums Basel, die er wissenschaftlich betreute und auch durch eigene Sammlung erweiterte. 1918 wurde er Mitglied der Museumskommission in Basel und Abteilungsvorstand der geologischen Sammlung.
1921 war er einer der Gründer der Schweizer Paläontologischen Gesellschaft und 1926 bis 1928 deren Präsident. Von 1920 bis 1927 war er Herausgeber der Eclogae Geologicae Helvetiae. Tobler befasste sich mit der Stratigraphie von Tertiär und Mesozoikum der Region um Basel, aber auch mit dem Vierwaldstättersee und der Geologie von Italien und Frankreich und Sumatra.

## Schriften
- Über die Gliederung der mesozoischen Sedimente am Nordrand des Aarmassivs, Birkhäuser 1897
- Tabellarische Zusammenstellung der Schichtenfolge in der Umgebung von Basel, Basel: Lendorff 1905
- Beiträge zur Geologie und Paläontologie von Sumatra, Den Haag: Mouton 1921